# José Guadalupe Díaz
José Guadalupe Díaz (* 1954) ist ein mexikanischer Fußballtrainer und früherer -spieler auf der Position eines Verteidigers.

## Leben
Die meiste Zeit seiner aktiven Laufbahn verbrachte Guadalupe Díaz beim Club León. 1983 wechselte er zum CF Oaxtepec, der im Sommer 1984 durch Lizenzverkauf auf Ángeles de Puebla übergegangen ist und für die Díaz in der Saison 1984/85 spielte.
Nach seiner aktiven Laufbahn arbeitete Díaz als Trainer. Anfang 1994 trainierte er seinen ehemaligen Verein Club León, anschließend Monarcas Morelia und Atlético Celaya, die ebenfalls in der ersten Liga spielten. Danach betreute er die Zweitligisten Unión de Curtidores, Atlético San Francisco, Potros Zitácuaro und Alacranes de Durango.